# Ísólfsson
Ísólfsson ist ein isländischer Name.

## Bedeutung
Der Name ist ein Patronym und bedeutet Sohn des Ísólfur. Die weibliche Entsprechung ist Ísólfsdóttir (Tochter des Ísólfur).

## Namensträger
- Eggert Ísólfsson (* 1961), isländischer Schachspieler
- Páll Ísólfsson (1893–1974), isländischer Komponist, Organist, Lehrer und Dirigent